# Arrondissements des Deux-Sèvres
Le département des Deux-Sèvres comprend trois arrondissements.

## Composition
| Nom                         | Code Insee | Superficie (km2) | Population (dernière pop. légale) | Densité (hab./km2) | Modifier             |
| --------------------------- | ---------- | ---------------- | --------------------------------- | ------------------ | -------------------- |
| Arrondissement de Bressuire | 791        | 1 938,90         | 109 509 (2022)                    | 56                 | modifier les données |
| Arrondissement de Niort     | 792        | 2 445,10         | 200 497 (2022)                    | 82                 | modifier les données |
| Arrondissement de Parthenay | 793        | 1 615,40         | 65 409 (2022)                     | 40                 | modifier les données |
| Deux-Sèvres                 | 79         | 5 999,00         | 375 415 (2022)                    | 63                 | modifier les données |

## Histoire
- 1790 : création du département des Deux-Sèvres avec six districts : Châtillon, Melle, Niort, Parthenay, Saint-Maixent, Thouars
- 1800 : création des arrondissements : Melle, Niort, Parthenay, Thouars
- 1804 : la sous-préfecture de Thouars est déplacée à Bressuire
- 1926 : suppression des arrondissements de Bressuire et Melle
- 1942 : restauration de l'arrondissement de Bressuire
- 1er janvier 2018 : les trois arrondissements sont redécoupés pour correspondre au découpage intercommunal[1].